# الکسی یاگودین
الکسی یاگودین (انگلیسی: Alexei Yagudin؛ زادهٔ ۱۸ مارس ۱۹۸۰) اسکیت‌باز نمایشی اهل روسیه است.